# Dinamo GOHM Baku
Dinamo GOHM Baku (azer. Dinamo Gənclərin Olimpiya Hazırlıq Mərkəzində Futbol Klubu) – azerski klub piłkarski, mający siedzibę w stolicy kraju Baku. Założony do 1928 roku.

## Historia
Chronologia nazw:
- 1928—1987: Dinamo Baku (ros. «Динамо» Баку)
- 1988: Bakılı GOHM (ros. Молодежный центр олимпийской подготовки (МЦОП) «Бакинец» Баку)
- 1989—1990: Termist GOHM (ros. МЦОП «Термист» Баку)
- 1991: Dinamo GOHM Baku (ros. МЦОП «Динамо» Баку)

Klub został założony w 1928 roku jako Dinamo Baku. W 1928 zespół debiutował w pierwszych mistrzostwach Azerbejdżańskiej SRR. W 1936 Dinamo startował w rozgrywkach o Puchar ZSRR, a w 1937 w Grupie G Mistrzostw ZSRR. Po zakończeniu II wojny światowej występował we Wtoroj Grupie w sezonie 1945. W następnym roku został zakwalifikowany do Trzeciej Grupy. W 1947 powrócił do Wtoroj Grupy, strefy zakaukaskiej. Po dwóch latach występów w II lidze system rozgrywek w 1949 został zmieniony i klub był zmuszony występować w lokalnych rozgrywkach o Mistrzostwo Azerbejdżańskiej SRR. Dopiero w 1960 ponownie startował w Klasie B, 2 strefie, w której zajął wysokie 3. miejsce. Ale w następnym sezonie uplasował się na 16 pozycji i spadł do rozgrywek amatorskich. W 1964 po kolejnej reformie systemu lig otrzymał miejsce w Klasie B, strefie RFSRR. W następnym 1965 klub był bardzo blisko do awansu do II ligi, ale w turnieju finałowym zajął 2. miejsce wśród 4 drużyn. Od 1965 zespół występował w rozgrywkach amatorskich Azerbejdżańskiej SRR. W 1988 zmienił nazwę na Bakılı GOHM i debiutował we Wtoroj Lidze, 9 strefie. W następnym sezonie nazywał się jako Termist GOHM. W 1991 po reformie systemu lig z nazwą Dinamo GOHM Bakuzostał zakwalifikowany do Wtoroj Niższej Ligi, 3 strefy, w której zajął 17. miejsce.
Po rozpadzie ZSRR klub już nie przystąpił do rozgrywek przez problemy finansowe.

## Sukcesy

### Trofea międzynarodowe
Nie uczestniczył w rozgrywkach europejskich (stan na 31-05-2015).

### Trofea krajowe
| \| \| Zdobyte trofea w rozgrywkach Związku Radzieckiego (stan na: 31-12-1991) \| |                                                                         |      |          |
| Rozgrywki                                                                        | Osiągnięcie                                                             | Razy | Sezon(y) |
| Mistrzostwo                                                                      | I miejsce                                                               | 0    |          |
| Mistrzostwo                                                                      | II miejsce                                                              | 0    |          |
| Mistrzostwo                                                                      | III miejsce                                                             | 0    |          |
| Puchar                                                                           | zdobywca                                                                | 0    |          |
| Puchar                                                                           | finalista                                                               | 0    |          |
| Puchar                                                                           | ćwierćfinalista                                                         | 1    | 1944     |
| II liga                                                                          | I miejsce                                                               | 0    |          |
| II liga                                                                          | II miejsce                                                              | 0    |          |
| II liga                                                                          | III miejsce                                                             | 0    |          |
| II liga                                                                          | 14. miejsce                                                             | 1    | 1945     |
|                                                                                  | Zdobyte trofea w rozgrywkach Związku Radzieckiego (stan na: 31-12-1991) |      |          |

## Stadion
Klub rozgrywał swoje mecze domowe na stadionie im. Lenina w Baku, który może pomieścić 29 858 widzów.